# Gyapjaskalapú susulyka
A gyapjaskalapú susulyka (Inocybe sindonia) a susulykafélék családjába tartozó, Európában, Észak-Amerikában és Ausztráliában honos, lomberdőkben és fenyvesekben élő, mérgező gombafaj.

## Megjelenése
A gyapjaskalapú susulyka kalapja 2-6 cm széles, alakja fiatalon tompán púpos, majd domborúan kiterül, közepén gyakran kis púppal. Színe fehéres, halvány sárgásbarna, halvány bézs. Felszíne fiatalon finoman szálas, később némileg gyapjas-pikkelyessé válik. Szélén kortinafoszlányok lehetnek. 
Húsa fehéres, piszkosfehér. Szaga nem jellegzetes vagy kissé szappanszerű; íze nem jellegzetes vagy némileg lisztes. 
Sűrű lemezei kissé tönkhöz nőttek. Színük eleinte szürkés-sárgás, idősen némileg megsötétednek. 
Tönkje 2,5-10 cm magas és 0,2-0,8 cm vastag. Alakja hengeres, töve néha kissé megvastagodott. Színe fehér vagy halvány okkersárgás, felszíne deres, felül néha rózsaszínes. 
Spórapora tompán barna. Spórája tojásdad, sima, mérete 7,5-10 x 4,5-5,5 µm. 

### Hasonló fajok
A selymes susulyka, a karéjos susulyka, a rózsásfehér susulyka, a gumós susulyka hasonlíthat hozzá. 

## Elterjedése és termőhelye
Európában, Észak-Amerikában, Ausztráliában és Új-Zélandon honos. Magyarországon gyakori.
Lomberdőkben és fenyvesekben él, többnyire agyagos, nehéz talajon. Júniustól novemberig terem.

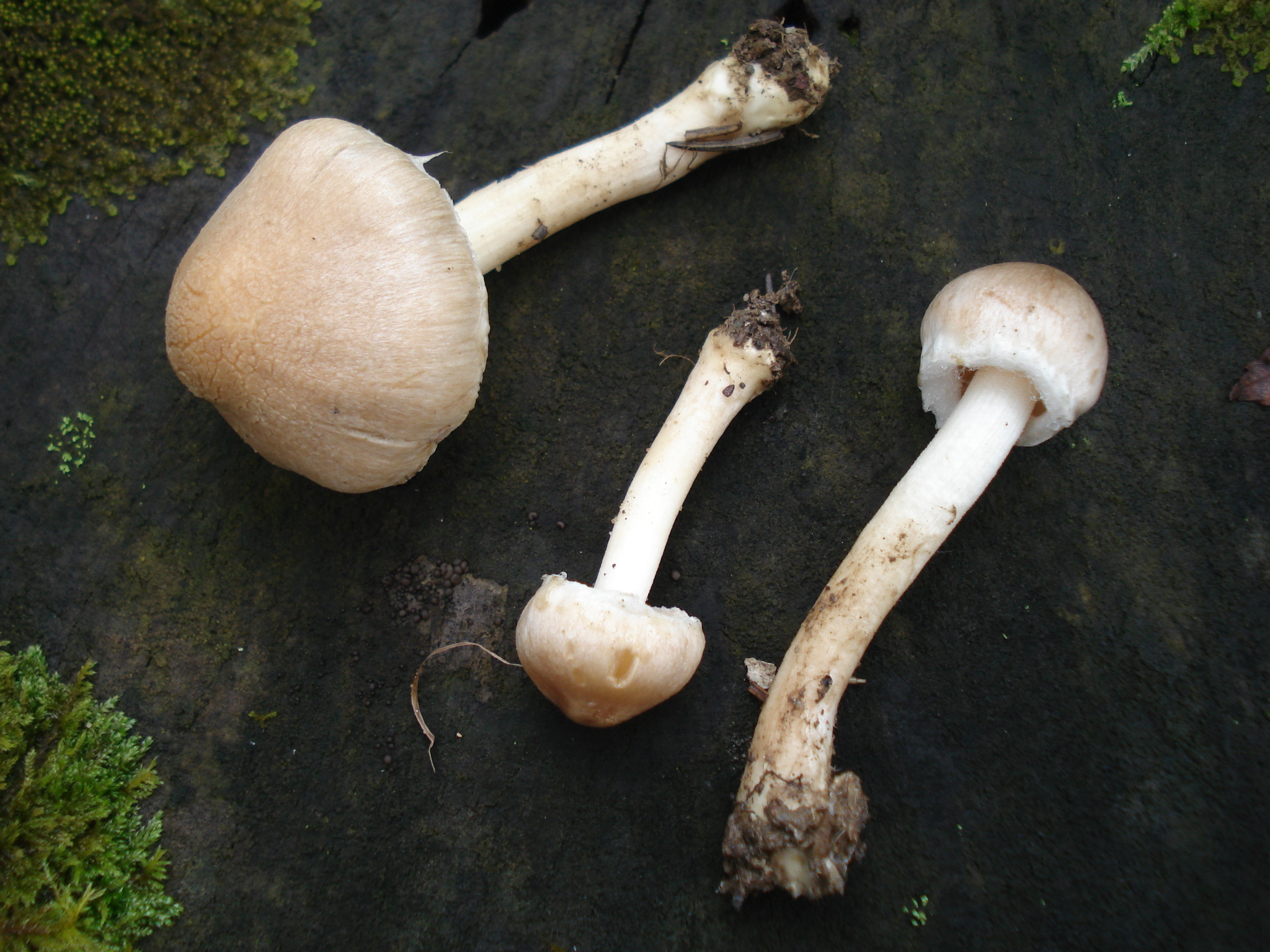
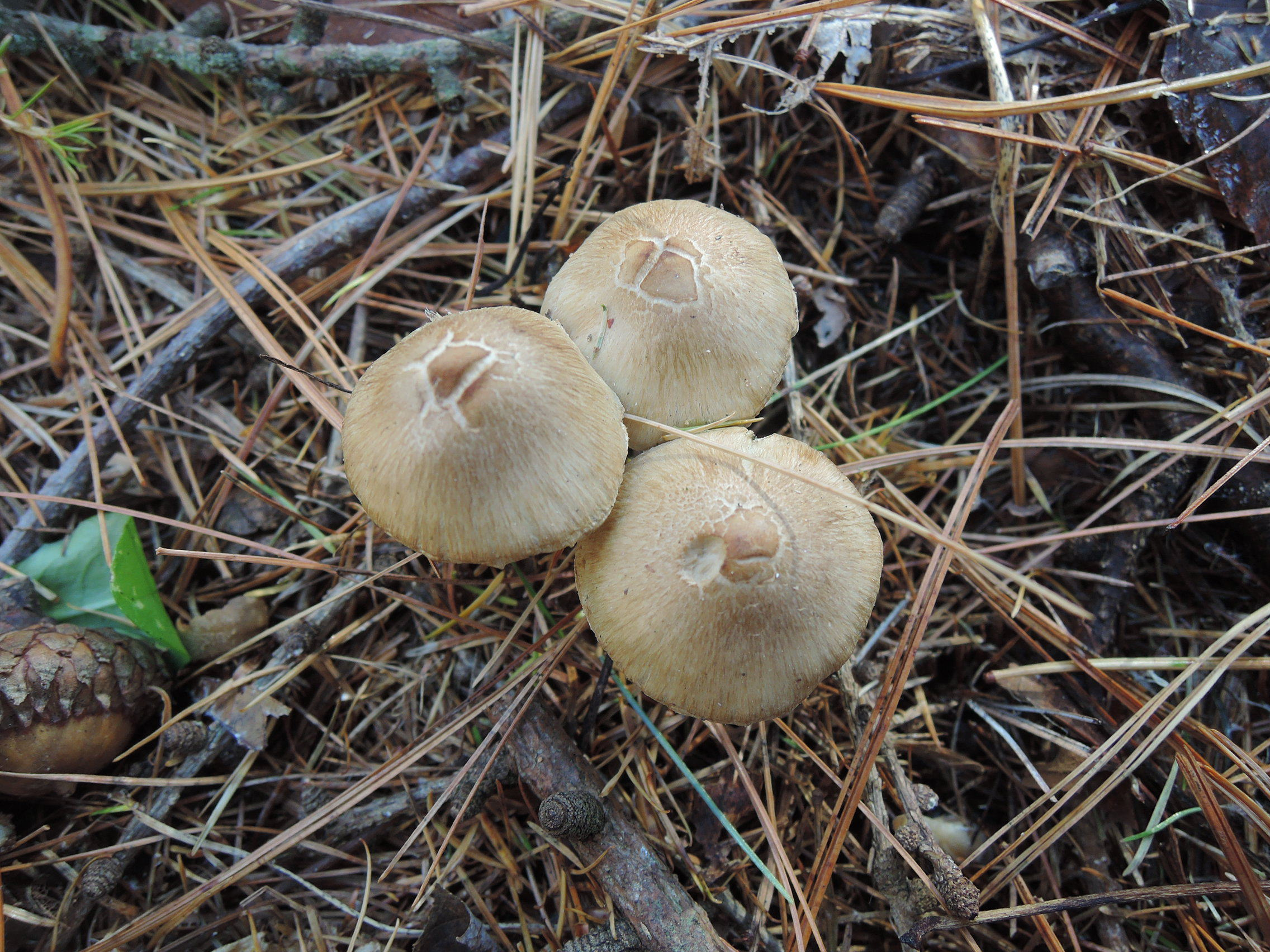
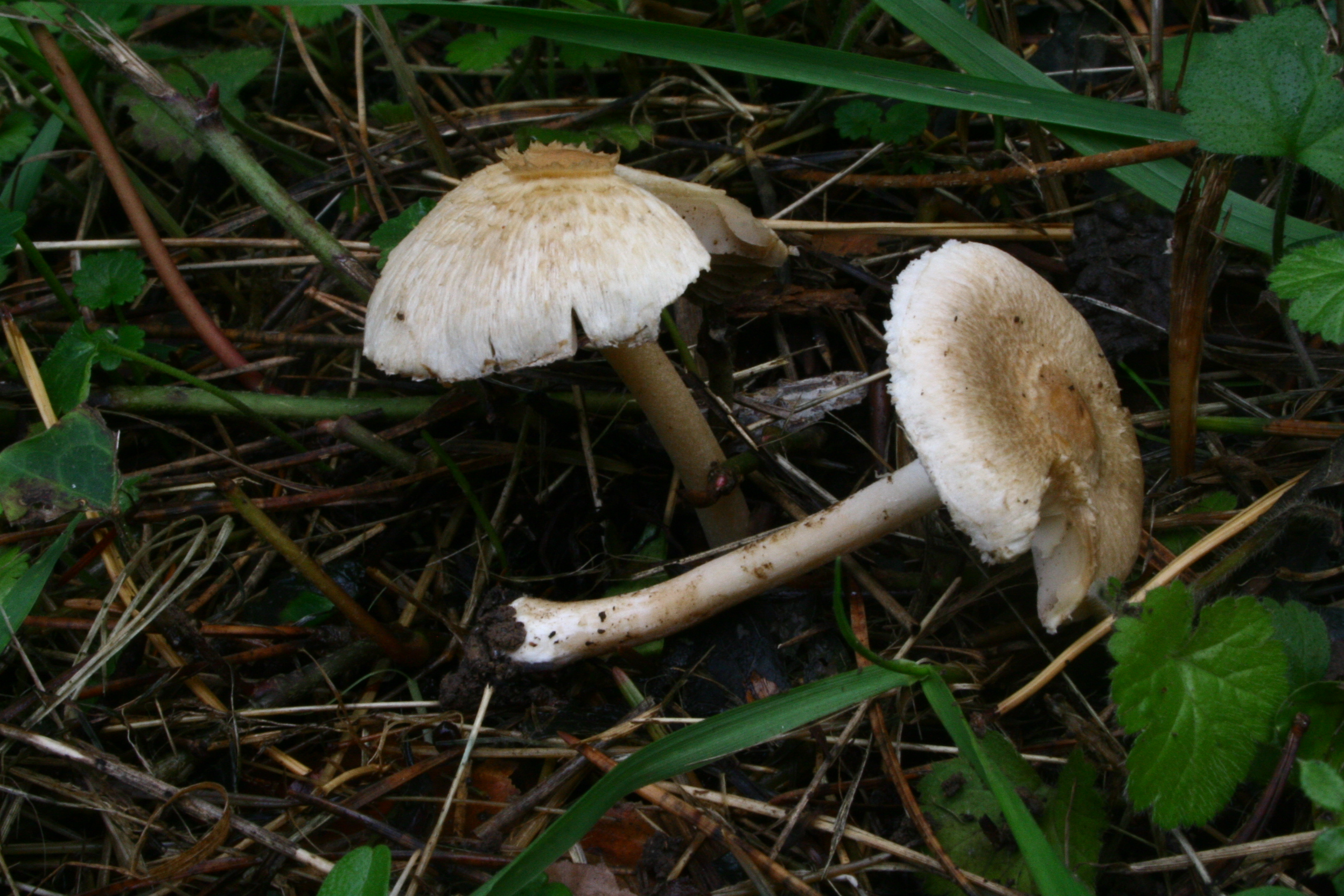
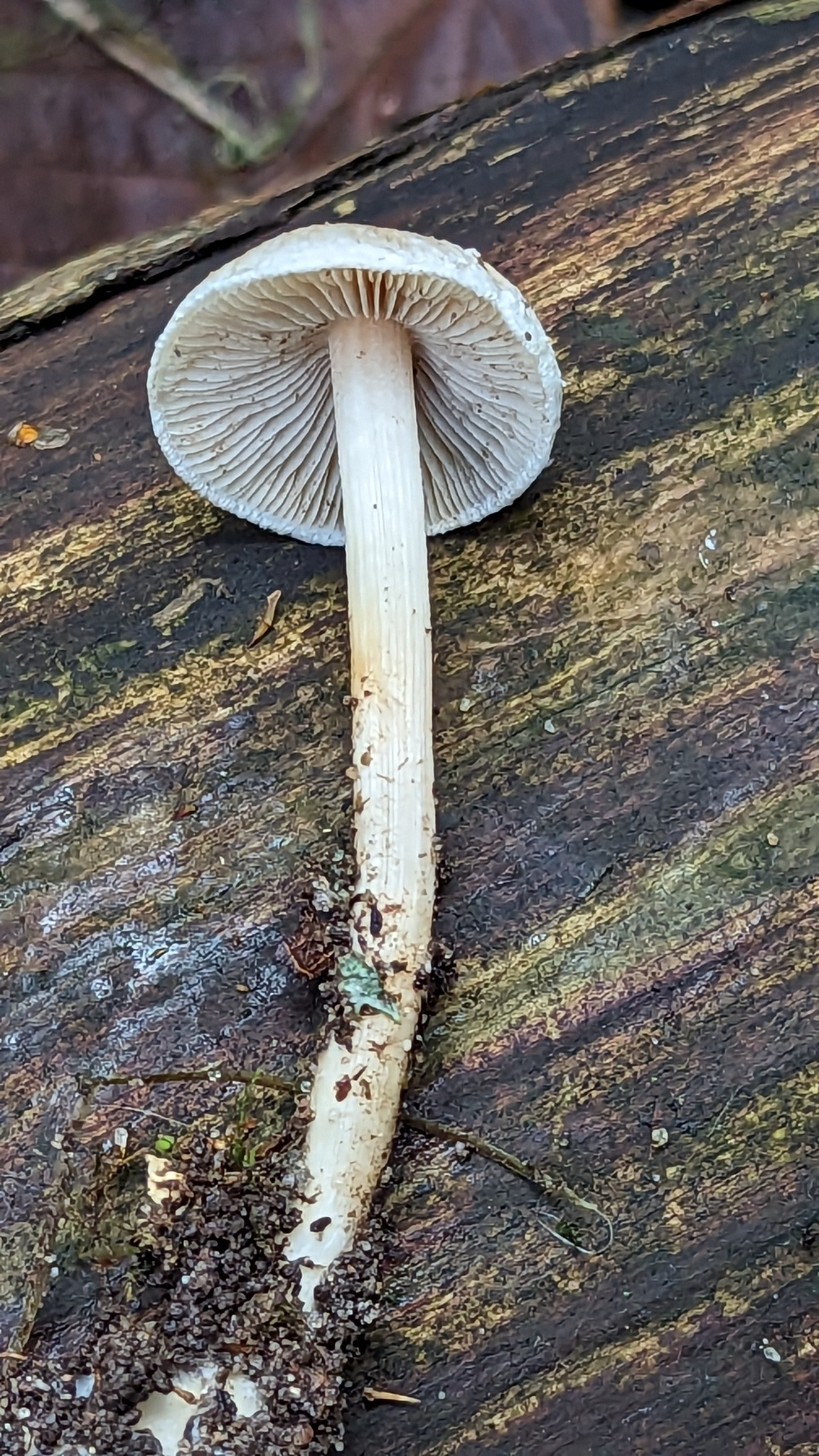
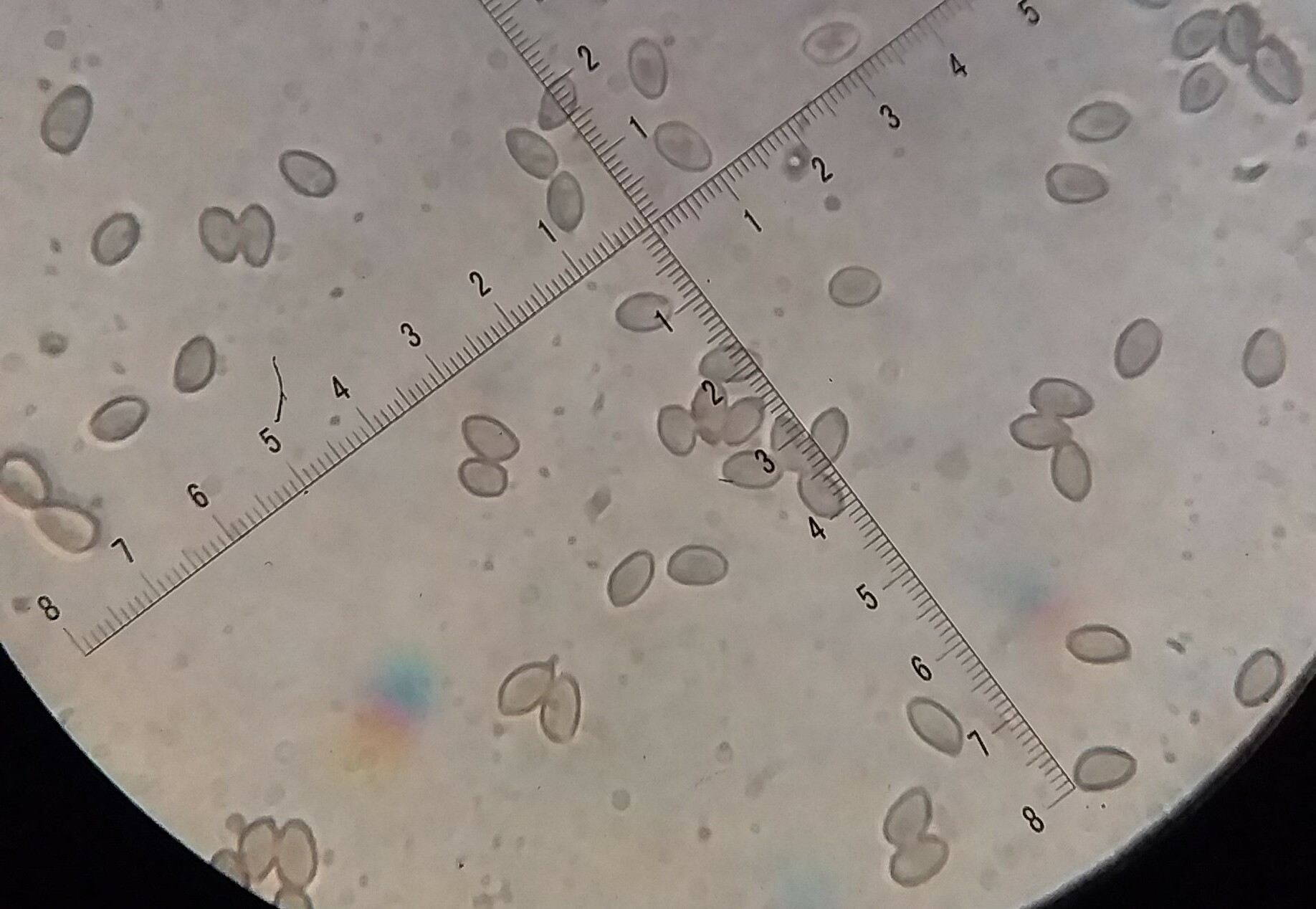

Mérgező, muszkarint tartalmaz.